# Ye Veliki
Prema kineskoj mitologiji, Ye Veliki (Yeh Veliki; kineski: 大業 ili 大业; pinyin: Dàyè) bio je sin gospe Xiu.
Sima Qian, veliki kineski povjesničar, spominje Yea i njegovu obitelj u svome Shijiju.
Prema Simi, Ye je bio predak kuće Ying (嬴). Xiu je progutala jaje crne ptice (slavuj?) i rodila Yea.
Ye je oženio gospu Huu (女華), koja mu je rodila sina Yija; on je poznat kao narodni junak.
Neki kineski učenjaci smatraju da je Ye drugo ime za ministra Gao Yaoa, koji je služio caru Shunu, a bio je predak obitelji Li i Zhou.
Ye je bio djed Liana Velikog i Ruomua te predak prvog povijesnog cara Kine, Qin Shi Huangdija. 